# 魔法少女追緝令
《魔法少女追緝令》是日日日擔任原作，倉藤倖作畫的日本漫畫作品，於2007年8月號至2008年5月號間在月刊Comic Blade上連載。中文版由東立出版社代理發行。

## 故事簡介
故事發生在地面住著人類，地底住著惡魔，空中住著妖精的世界。隨著人間界被惡魔支配，人類成為惡魔的奴隸。為了拯救這個絕望的世界，妖精將力量分給魔法少女，交由她們來拯救世界。

## 登場人物
恐山 京─虐殺魔法少女蓓里阿露·史塔羅貝莉
16歲。對受到惡魔控制的世界感到絕望而企圖自殺時，和金訂契約而變身為魔法少女蓓里阿露·史塔羅貝莉，但因為失手殺害惡魔而被稱為「虐殺魔法少女」並且被通緝。
金·費爾吉瑪琪·庫基基汀
妖精。誤以為在街上遇見的京是「內心溫柔的少女」而和她訂定魔法少女契約。和蓓里阿露一起被通緝。
卡特菈女王
妖精王國古里克里巴雷的女王，和金是老朋友。與和美訂契約。
平家 和美─聖劍魔法少女瑪門·瑪隆
柔弱的少女，祖父是傳說的劍士。隨身攜帶祖父託付給她的大劍，因而在學校被惡魔和人類欺負。逃離絕望時遇到與米卡耶魯戰鬥而負傷的京、金與黑貓。
米卡耶魯
被稱作斷罪天使，好戰的男性。戰鬥力非常高，但是容易誤會，而且是嚴重的自戀狂。
黑貓
京曾給牠食物，在京被通緝後依然跟著她的貓。
薩莉耶露·卡琳
毒殺魔法少女，貓耳。只在最終話登場。

## 出版書籍
日文版
- 2008年1月10日出版發行 ISBN 9784861274671
- 2008年7月10日出版發行 ISBN 9784861275159

中文版
- 魔法少女追緝令 1 2008年9月2日出版發行 ISBN 9789861021386
- 魔法少女追緝令 2 2008年12月9日出版發行 ISBN 9789861021393

## 外部連結
- dasenka.org（倉藤倖個人網站）（日語）